# Département de Maghama
Le département de Maghama est l'un des cinq départements, appelés officiellement moughataas, de la région de Gorgol, dans le sud de la Mauritanie. Maghama en est le chef-lieu.

## Géographie
Le département de Maghama est situé au sud dans la région de Gorgol et s'étend sur 2 321 km2.
Il est délimité au nord par le département de M'Bout, à l'est par le département de Wompou, au sud par le fleuve Sénégal, qui fait la frontière avec le Sénégal, à l'ouest par le département de Kaédi.

## Démographie
En 1988, l'ensemble de la population du département de Maghama regroupe un total de 31 520 habitants.
En 2000, le nombre d'habitants du département est de 45 501 (21 999 hommes et 23 502 femmes).
Lors du dernier recensement de 2013, la population du département a augmenté à 68 465 habitants (33 576 hommes et 34 889 femmes), soit une croissance annuelle de 3,4 % depuis 2000,.

## Liste des communes
Le département de Maghama est constitué de huit communes :
- Beilouguet Litame
- Daw
- Dolol Civé
- Maghama
- Sagné
- Toulel
- Vréa Litama
- Wali Djantang